# Andrzej Mateja
Andrzej Mateja (* 26. August 1935 in Kościelisko; † 5. März 2019) war ein polnischer Skilangläufer.

## Werdegang
Mateja, der von 1952 bis 1956 für den Kolejarza Zakopane, von 1957 bis 1958 für den WKS Zakopane und von 1959 bis 1964 für den SNPTT Zakopane startete und später als Bergretter tätig war, kam bei den Olympischen Winterspielen 1956 in Cortina d’Ampezzo auf den 23. Platz über 15 km sowie zusammen mit Józef Rubiś, Józef Gąsienica Sobczak und Tadeusz Kwapień auf den neunten Platz mit der Staffel und bei den Nordischen Skiweltmeisterschaften 1958 in Lahti auf den 60. Platz über 15 km sowie zusammen mit Tadeusz Kwapień, Ryszard Furtak und Tadeusz Jankowski erneut auf den neunten Platz mit der Staffel. Zwei Jahre später belegte er bei den Olympischen Winterspielen in Squaw Valley den 43. Platz über 15 km, den 23. Rang über 30 km und zusammen mit Józef Rysula, Józef Gut-Misiaga und Kazimierz Zelek den sechsten Platz mit der Staffel. Letztmals international startete er bei den Nordischen Skiweltmeisterschaften 1962 in Zakopane, wo er den 33. Platz über 50 km und den siebten Platz mit der Staffel errang. Bei polnischen Meisterschaften siegte er fünfmal mit der Staffel (1958, 1960, 1961, 1963, 1964). Zudem gewann er im Jahr 1959 beim Czech-Marusarzówna-Memorial den 30-km-Lauf.

## Teilnahmen an Weltmeisterschaften und Olympischen Winterspielen

### Olympische Spiele
- 1956 Cortina d’Ampezzo: 9. Platz Staffel, 23. Platz 15 km
- 1960 Squaw Valley: 6. Platz Staffel, 23. Platz 30 km, 43. Platz 15 km

### Nordische Skiweltmeisterschaften
- 1958 Lahti: 9. Platz Staffel, 60. Platz 15 km
- 1962 Zakopane: 7. Platz Staffel, 33. Platz 50 km